# NK Mostar
NK Mostar je bosanskohercegovački nogometni klub iz Mostara.

## Povijest
Klub je osnovan 2009. godine. Prvih nekoliko godina NK Mostar je imao samo mlađe uzrasne kategorije koje su se natjecale u županijskim nogometnim natjecanjima. Od sezone 2015./16. seniorska momčad se natječe u 1. županijskoj ligi HNŽ.

## Pregled plasmana po sezonama
| Sezona    | Rang | Liga                   | Plasman | Izvori |
| --------- | ---- | ---------------------- | ------- | ------ |
| 2016./17. | IV.  | 1. županijska liga HNŽ | 10.     | [ 2 ]  |
| 2017./18. | IV.  | 1. županijska liga HNŽ | 8.      | [ 3 ]  |
| 2018./19. | IV.  | 1. županijska liga HNŽ | 9.      | [ 4 ]  |
| 2019./20. | IV.  | 1. županijska liga HNŽ | 9.      | [ 5 ]  |
| 2020./21. | IV.  | 1. županijska liga HNŽ | 10.     | [ 6 ]  |
| 2021./22. | IV.  | 1. županijska liga HNŽ | 9.      | [ 7 ]  |
| 2022./23. | IV.  | 1. županijska liga HNŽ | 10.     | [ 8 ]  |
| 2023./24. | IV.  | 1. županijska liga HNŽ | 10.     | [ 9 ]  |
| 2024./25. | IV.  | 1. županijska liga HNŽ | –       |        |

## Vanjske poveznice
- Službena stranica  Arhivirana inačica izvorne stranice od 7. rujna 2015. (Wayback Machine)
- Facebook